# Duitstalige Gemeenschapsverkiezingen 2004/Kandidatenlijst/PFF
Dit is de kandidatenlijst van de PFF voor de Duitstalige Gemeenschapsraadverkiezingen van 2004. De verkozenen staan vetgedrukt.

## Effectieven
1. Bernd Gentges
2. Berni Collas
3. Karin Meskens-Keller
4. Ferdel Schröder
5. Hans-Dieter Laschet
6. Emil Dannemark
7. Kattrin Jadin
8. Herbert Ossemann
9. Gerd Neuens
10. Louis Goebbels
11. Lilly Genten
12. Yves Derwahl
13. Catherine Knott
14. Ingrid Inselberger
15. Agnes Cool-Krafft
16. Frank Luxen
17. Isabelle Schifflers
18. Caroline Margreve
19. Randy Nyssen
20. Anita Mertens-Schröder
21. Erna Walpot
22. Heinz Keul
23. Dorothea Schmitz-Messerich
24. Leo Kreins
25. Alfred Evers